# NEMA規格

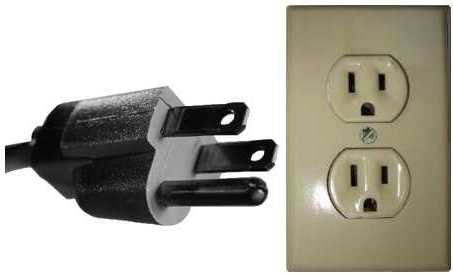
NEMA 5-15平刃形プラグとレセプタクル

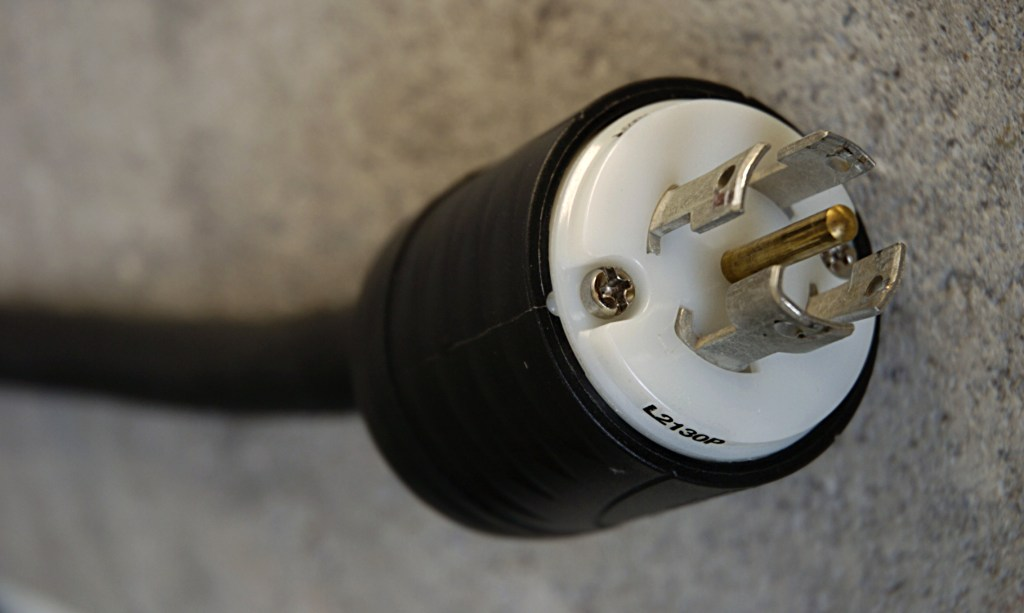
L21-30引掛形プラグ

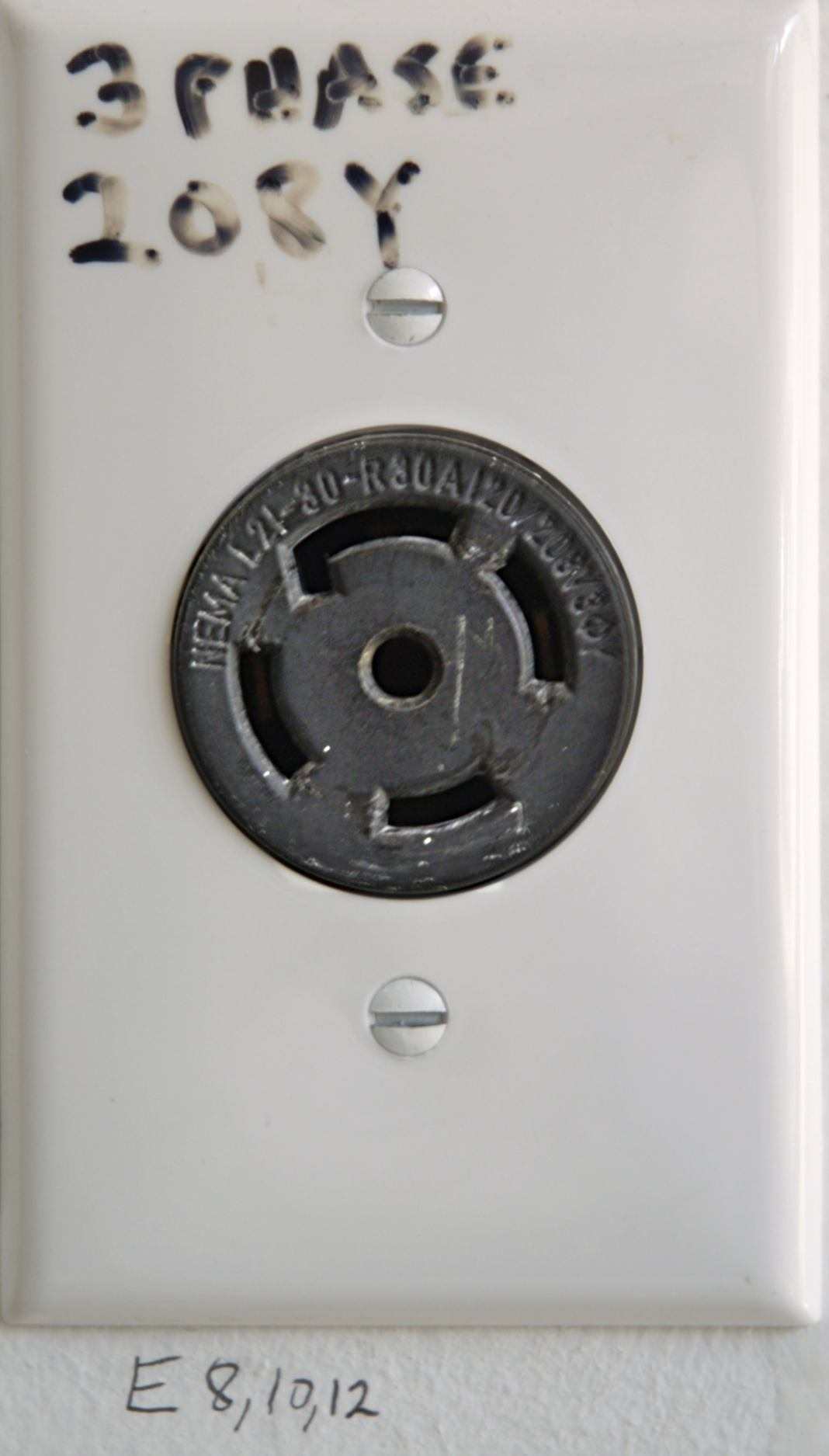
L21-30引掛形レセプタクル

NEMA規格（ネマきかく）とは、アメリカ合衆国の電気機器製造事業者の団体であるアメリカ電機工業会(NEMA)によって標準化された、発電・送電・流通・制御およびエンドユーザー向けに使用されている電気製品の規格である。

## 概略
日本の屋内の各配線系には1.6mmのVVFケーブルが使用されており、その許容電流は18アンペア以内である。また、一部エアコン用のコンセントなどでは2.0mm以上のVVFケーブルが使用され20A対応のコンセントも増えつつあるが、日本国内では最大電流を15Aまでのコンセントを設置していることが一般的である。しかしながらUPS、ストレージ機器、マルチCPU搭載サーバ機器など、主にアメリカで規格され製造された機器で消費電力が大きく必要アンペア数15A以上のものはNEMA規格のコンセントを備えるものが多い。配線系の安全確保上、NEMA規格コンセントだけでなくケーブルについてもアンペア数が対応したものを使用する必要があり、配線工事を行うには日本国内においては電気工事の免許が必要となる。
NEMA規格接続器の場合、極配置としては大きくは引掛形と平刃形に分かれており、個々のボルト・アンペア数と組み合わせることで規格番号を形成しており、NEMA規格番号の末尾にR (Receptacle side)がついているものがメス側、P (Plug side)がオス側となる。引掛形は先頭部にL が付き、平刃形は無記載。引掛形/定格125V/15A/メス側での規格番号は L5-15R というような表記となる。